# Parch rokitnikowy
Parch rokitnikowy – grzybowa choroba rokitnika zwyczajnego (Hippophae rhamnoides) wywołana przez grzyb Stigmina hippophaes. 
Choroba zazwyczaj ma charakter ogniskowy, jednak w sprzyjających patogenowi warunkach  (ciepła i wilgotna pogoda) może wystąpić na dużą skalę i spowodować utratę nawet połowy plonu. Pod koniec czerwca i na początku lipca na owocach rokitnika pojawiają się ciemne, wyraźnie obrzeżone plamy, następnie tworzą się na nich zarodniki, a owoce ulegają nekrozie; czernieją i wysychają. Czarne plamy tworzą się także na liściach, na pędach natomiast następuje obrzęk kory. Grzyb zimuje na opadłych owocach i liściach. Dotknięte parchem rośliny przynoszą porażone owoce w następnym roku, a przy silnym porażeniu obumierają całe rośliny.